# Acristavus
Acristavus là một chi khủng long thuộc phân họ Saurolophinae. Hóa thạch của chúng được tìm thấy tại thành hệ Two Medicine tầng Champagne tại Montana và thành hệ Wahweapin tại Utah, Hoa Kỳ. Loài điển hình A. gagslarsoni được định danh năm 2011.